# Tiếng Ahom
Tiếng Ahom là một ngôn ngữ Thái không còn người bản ngữ từng được sử dụng bởi người Ahom, dân tộc đã cai trị thung lũng sông Brahmaputra tại bang Assam (Ấn Độ) từ thế kỷ 13 đến thế kỷ 18. Ngôn ngữ này được xếp vào nhóm Thái Tây Nam, có quan hệ gần với tiếng Shan, tiếng Khamti và hơi xa hơn là tiếng Thái. Do người Ahom chiếm thiểu số thống trị dần bị đồng hóa vào xã hội của người Assam thường dân chiếm đa số, tiếng Assam dần thay thế tiếng Ahom như ngôn ngữ giao tiếp hàng ngày trong cả những cộng đồng Ahom, và kết quả là tiếng Ahom trở thành tử ngữ. Ngày nay, chỉ còn khoảng 200 tăng lữ theo tôn giáo Ahom truyền thống biết ngôn ngữ này và nó chỉ còn được sử dụng trong hành lễ.
Dù không còn là ngôn ngữ hàng ngày, một tập hợp từ vựng tiếng Ahom-Assam 1795 tên Bar Amra đã lưu giữ thứ ngôn ngữ từng được nói thời vương quốc Ahom. Tiếng Ahom là một phần quan trọng trong nghiên cứu các ngôn ngữ Thái. Nó ít bị ảnh hưởng bởi cả ngôn ngữ Môn-Khmer và Ấn-Arya và có một nền văn học từ thế kỷ 13.

## Đặc điểm ngôn ngữ
Tiếng Ahom mang những đặc điểm điển hình cho ngữ chi Thái:
- Cấu trúc chủ-động-tân (SVO)[2][3]
- Thanh điệu[2][3][4]
- Gốc từ đơn âm tiết[2][3][4][5]
- Mỗi âm tiết có một thanh, thường bắt đầu với phụ âm hay cụm phụ âm, tiếp nối bởi nguyên âm, rồi có thể có hoặc không có phụ âm cuối.[5]
- Thiếu sự biến tố[2][4]
- Cú pháp phân tích[3]

## Chữ viết
Chữ Ahom, còn gọi là chữ Tai Ahom, là một Abugida trong bọ Brahmic. Chữ viết được mã hóa trong Unicode, dải mã U+11700–U+1173F.
| Bảng Unicode Ahom Official Unicode Consortium code chart: Ahom Version 15.0            |   |   |   |   |   |   |   |   |   |   |   |   |   |   |   |   |
|                                                                                        | 0 | 1 | 2 | 3 | 4 | 5 | 6 | 7 | 8 | 9 | A | B | C | D | E | F |
| U+1170x                                                                                | 𑜀 | 𑜁 | 𑜂 | 𑜃 | 𑜄 | 𑜅 | 𑜆 | 𑜇 | 𑜈 | 𑜉 | 𑜊 | 𑜋 | 𑜌 | 𑜍 | 𑜎 | 𑜏 |
| U+1171x                                                                                | 𑜐 | 𑜑 | 𑜒 | 𑜓 | 𑜔 | 𑜕 | 𑜖 | 𑜗 | 𑜘 | 𑜙 | 𑜚 |   |   | 𑜝  | 𑜞  | 𑜟  |
| U+1172x                                                                                | 𑜠  | 𑜡  | 𑜢  | 𑜣  | 𑜤  | 𑜥  | 𑜦  | 𑜧  | 𑜨  | 𑜩  | 𑜪  | 𑜫  |   |   |   |   |
| U+1173x                                                                                | 𑜰 | 𑜱 | 𑜲 | 𑜳 | 𑜴 | 𑜵 | 𑜶 | 𑜷 | 𑜸 | 𑜹 | 𑜺 | 𑜻 | 𑜼 | 𑜽 | 𑜾 | 𑜿 |
| U+1174x                                                                                | 𑝀 | 𑝁 | 𑝂 | 𑝃 | 𑝄 | 𑝅 | 𑝆 |   |   |   |   |   |   |   |   |   |
| Ghi chú 1.^ Bản mẫu:Phiên bản Unicode 2.^ Grey areas indicate non-assigned code points |   |   |   |   |   |   |   |   |   |   |   |   |   |   |   |   |